# Jesús María (Argentyna)
Jesús María – miasto w Argentynie, położone w północnej części prowincji Córdoba.

## Opis
Miejscowość została założona w 1868 roku. W mieście znajduje się węzeł drogowy-E66 i RN9 i linia kolejowa.